# Peter Fatomilola
Peter Fatomilola (nacido el 16 de enero de 1946) es un actor de cine, poeta y dramaturgo nigeriano.

## Biografía
Fatomilola nació el 16 de enero de 1946 en la ciudad de Ifisin-Ekiti en el área del gobierno local de Ido-Osi, estado de Ekiti, Nigeria. Su padre era Abraham Ojo Fatomilola, sacerdote principal de Ifá. Su madre, Elizabeth, era originaria de la ciudad de Isare-Oge, en el estado de Kwara. 

## Carrera
En 1967, se unió al grupo de Teatro Olokun a cargo del profesor Ola Rotimi, un dramaturgo de renombre en la Universidad de Ife, ahora Universidad Obafemi Awolowo. También es miembro del personal académico de la Universidad Obafemi Awolowo, donde obtuvo una licenciatura en Artes Teatrales en 1978. Fue el primer "Papa Ajasco", un personaje principal en la película de comedia producida por Wale Adenuga en 1984. Participó en varias películas nigerianas notables como Sango, una película africana épica producida por Obafemi Lasode y con guion de Wale Ogunyemi en 1997 y Saworoide de 1999.